# Бічвуд (Огайо)
Бічвуд (англ. Beachwood) — місто (англ. city) в США, в окрузі Каягога штату Огайо. Населення — 14 040 осіб (2020).

## Географія
Бічвуд розташований за координатами 41°28′35″ пн. ш. 81°30′12″ зх. д. / 41.47639° пн. ш. 81.50333° зх. д. (41.476264, -81.503255).  За даними Бюро перепису населення США в 2010 році місто мало площу 13,83 км², з яких 13,79 км² — суходіл та 0,04 км² — водойми.

## Демографія
Згідно з переписом 2010 року, у місті мешкали 11 953 особи в 5064 домогосподарствах у складі 3005 родин. Густота населення становила 864 особи/км².  Було 5483 помешкання (397/км²).
Расовий склад населення:
| - 77,3 % — білих - 13,7 % — чорних або афроамериканців - 7,4 % — азіатів |

До двох чи більше рас належало 1,2 %. Частка іспаномовних становила 1,9 % від усіх жителів.
За віковим діапазоном населення розподілялося таким чином: 19,6 % — особи молодші 18 років, 48,1 % — особи у віці 18—64 років, 32,3 % — особи у віці 65 років та старші. Медіана віку мешканця становила 52,5 року. На 100 осіб жіночої статі у місті припадало 79,6 чоловіків;  на 100 жінок у віці від 18 років та старших — 73,6 чоловіків також старших 18 років.
Середній дохід на одне домашнє господарство  становив 122 891 долар США (медіана — 84 219), а середній дохід на одну сім'ю — 148 297 доларів (медіана — 111 586). Медіана доходів становила 92 884 долари для чоловіків та 54 500 доларів для жінок. За межею бідності перебувало 2,7 % осіб, у тому числі 1,6 % дітей у віці до 18 років та 3,2 % осіб у віці 65 років та старших.
Цивільне працевлаштоване населення становило 5243 особи. Основні галузі зайнятості: освіта, охорона здоров'я та соціальна допомога — 33,6 %, науковці, спеціалісти, менеджери — 16,2 %, фінанси, страхування та нерухомість — 12,3 %, роздрібна торгівля — 9,3 %.